# Karsten Konow
Karsten Magnus Konow (* 16. Februar 1918 in Oslo; † 10. Juli 1945 in Stavanger) war ein norwegischer Segler.

## Erfolge
Karsten Konow, der für den Kongelig Norsk Seilforening segelte, nahm 1936 an den Olympischen Spielen in Berlin in der 6-Meter-Klasse teil. Er war Crewmitglied der Lully II, deren Skipper sein Vater Magnus Konow war und die die im Olympiahafen Düsternbrook in Kiel stattfindende Regatta auf dem zweiten Platz beendete. Zwar gewann die Lully II drei der sieben Wettfahrten, wurde allerdings in der ersten Wettfahrt disqualifiziert und bekam für diese Wettfahrt dementsprechend keine Punkte. In der Gesamtwertung erreichte sie mit 66 Punkten einen Punkt weniger als die Olympiasieger aus Großbritannien auf der Lalage, Dritter wurden das schwedische Boot May Be mit 62 Punkten. Konow und sein Vater erhielten somit wie die übrigen Crewmitglieder Fredrik Meyer, Vaadjuv Nyqvist und Alf Tveten die Silbermedaille.
Sein Schwager Lars Musæus war ebenso olympischer Segler wie auch sein Schwiegervater Ragnar Hargreaves.